# Nordjyllands Amt
Nordjyllands Amt war eine dänische Amtskommune an der Nordspitze Jütlands. Verwaltungssitz war Aalborg. Zwischen Skagerrak und Kattegat gelegen gehört das Gebiet seit 2007 zur Region Nordjylland.

## Entwicklung der Bevölkerung
(1. Januar):
- 1980 – 481.335
- 1985 – 481.963
- 1990 – 484.543
- 1995 – 488.303
- 1999 – 493.816
- 2000 – 494.153
- 2003 – 495.625
- 2005 – 495.068

## Kommunen
(Einwohner 1. Januar 2006)
- Aabybro Kommune (11.390)
- Aalborg Kommune (163.952)
- Aars Kommune (13.350)
- Arden Kommune (8534)
- Brønderslev Kommune (20.104)
- Brovst Kommune (8.281)
- Dronninglund Kommune (15.209)
- Farsø Kommune (8047)
- Fjerritslev Kommune (8421)
- Frederikshavn Kommune (33.651)
- Hadsund Kommune (10.989)
- Hals Kommune (11.699)
- Hirtshals Kommune (13.940)
- Hjørring Kommune (35.296)
- Hobro Kommune (15.320)
- Læsø (2091)
- Løgstør Kommune (10.203)
- Løkken-Vrå Kommune (8814)
- Nibe Kommune (8368)
- Nørager Kommune (5564)
- Pandrup Kommune (10.612)
- Sæby Kommune (17.945)
- Sejlflod Kommune (9510)
- Sindal Kommune (9430)
- Skagen Kommune (11.488)
- Skørping Kommune (9799)
- Støvring Kommune (13.083)

Koordinaten: 57° 3′ N, 9° 55′ O